# Zawadki (województwo mazowieckie)
Zawadki – wieś w Polsce położona w województwie mazowieckim, w powiecie przasnyskim, w gminie Przasnysz.
Sołectwo Zawadki obejmuje wsie Zawadki oraz Wandolin.
W latach 1975–1998 miejscowość należała administracyjnie do województwa ostrołęckiego.
Wierni Kościoła rzymskokatolickiego należą do parafii Chrystusa Zbawiciela w Przasnyszu.